# Vous êtes jeunes, vous êtes beaux
Pour plus de détails, voir Fiche technique et Distribution.
Vous êtes jeunes, vous êtes beaux est un drame français réalisé par Franchin Don et sorti en 2018, d'après l'œuvre de Tarik Noui.  

## Synopsis
Lucius, 73 ans, vit seul et modestement. Un jour, il rencontre un certain Lahire qui, pour qu'il puisse améliorer son quotidien, lui propose de prendre part à des combats de boxe entre seniors. Lucius accepte la proposition et voit sa vie changer peu à peu, le tout sous les yeux de Mona, la seule personne dont il se sent proche.

## Fiche technique
- Réalisation : Franchin Don
- Scénario : Franchin Don et Tarik Noui, d'après l'œuvre de Tarik Noui
- Musique originale : Axel Guenoun
- Productrice : Céline Zen
- Coproducteurs : Albrecht Gerlach, David Kodsi et Zhong Dong
- Directeur de la photographie : David Merlin-Dufey
- Chefs monteurs : Franchin Don, Chen Liu et Thomas Maitrot
- Chef décorateur : Rodolphe Durand
- Directrice du casting : Fabienne Bichet
- Directeur du casting : Vincent Dos Reis
- 1er assistant réalisateur : Marie Fouché
- Ingénieurs du son : Elton Rabineau et Paul-Étienne Mondain
- Mixage : Bruno Ehlinger
- Régisseur général : Judith Chatry
- Attachés de presse : Laurent Renard et Elsa Grandpierre
- Sociétés de production : Koi Films, K'IEN Productions, Phénomène Pictures, Alta Media Production
- Sociétés de distribution : Destiny Films
- Genre : drame
- Durée : 100 minutes
- Date de sortie :
  - France : 6 octobre 2018 (Festival international du film de Saint-Jean-de-Luz) ; 2 octobre 2019 (sortie nationale)

## Distribution
- Gérard Darmon : Lucius
- Josiane Balasko : Mona
- Denis Lavant : M. Loyal
- Vincent Winterhalter : Lahire
- Patrick Bouchitey : Aldo
- Victor Belmondo : Alexandre
- Cyrille Eldin : Costa
- Régis Romele : Sirha

## Accusations
En 2024, le journal Politis publie une enquête selon l'acteur Gérard Darmon se serait, sur le tournage de ce film,livré à des humiliations, des propositions à caractère sexuel et des contacts physiques non consentis à l'égard d'une stagiaire et de la première assistante, sans que la production agisse pour protéger les victimes.

## Critiques
Le film reçoit une moyenne de 2,8/5 par les critiques presse sur Allociné.
Cependant Le Figaro n'est pas très emballé : « Si Gérard Darmon crève l’écran en boxeur vieillissant, le scénario du film de Franchin Don peine à emporter la mise. ».
Le Parisien n'a pas du tout apprécié, il trouve que « le scénario de ce long métrage, des combats clandestins de septuagénaires appâtés par un revenu supplémentaire, est ultra-déprimant ».